# Kingsman: The Secret Service
Kingsman: The Secret Service er en actionkomedie fra 2014 instrueret af Matthew Vaughn og baseret på tegneserien The Secret Service af Dave Gibbons og Mark Millar. Manuskripttet er skrevet af Vaughn og Jane Goldman.

## Handling
Da den femårige Gary "Eggsy" Prices far ofrer sig under en hemmelig militæraktion, modtager hans familie en medalje - og et telefonnummer, som de kun må ringe til én gang. Sytten år senere lever den utilpassede Eggsy (Taron Egerton) et dødssygt liv hos sin mor (Samantha Womack) og på pubben. Da han arresteres for at ræse rundt i en stjålen bil, bruger han sit ene opkald, hvorefter han straks løslades og mødes af den hemmelige agent Harry Hart (Colin Firth). Harry rekrutterer Eggsy til optagelsesprøve hos Kingsman, en tophemmelig, uafhængig efterretningstjeneste. Eggsy gennemgår livsfarlige tests, som alle Kingsman-kandidat skal bestå. Samtidig bokser Harry med Richmond Valentine (Samuel L. Jackson), en it-milliardær hvis ønske om at redde jorden har ført til en fatal plan.

## Medvirkende
- Taron Egerton som Gary "Eggsy" Unwin
- Colin Firth som Harry
- Samuel L. Jackson som Richmond Valentine
- Mark Strong som Merlin,
- Michael Caine som Chester King / Arthur
- Sophie Cookson som Roxy Morton
- Sofia Boutella som Gazelle
- Samantha Womack som Michelle Unwin
- Geoff Bell som Dean
- Edward Holcroft som Charlie Hesketh
- Mark Hamill som Professor James Arnold
- Jack Davenport som Lancelot
- Jack Cutmore-Scott som Rufus Saville

## Produktion
Filmen blev annonceret i oktober 2012 efter at Bryan Singer overtog instruktørjobbet fra Vaughn på X-Men: Days of Future Past for at Vaughn kunne arbejde på en film baseret på Mark Millars tegneserie The Secret Service. 
Indspilningen begyndte 6. oktober 2013 i landsbyen Deepcut i Surrey, Storbritannien.

## Musik
Ud over soundtracket blev følgende numre benyttet i filmen:
- Dire Straits – "Money for Nothing"
- Dizzee Rascal – "Bonkers"
- Rudimental (feat. John Newman) – "Feel the Love"
- Lynyrd Skynyrd – "Free Bird"
- Edward Elgar – "Pomp & Circumstance"
- KC and the Sunshine Band – "Give It Up"
- Bryan Ferry – "Slave to Love"
- Take That – "Get Ready for It"[3]
- Iggy Azalea (feat. Ellie Goulding) – "Heavy Crown"